# Ellinair
Ellinair — греческая авиакомпания, базирующаяся в международном аэропорту Салоники. Штаб авиакомпании расположен в городе Салоники.
Название авиакомпании происходит от греческого слова ellin (греч. ελληνικός) и английского air, часто встречающегося в названиях авиакомпаний.

## История
Авиакомпания была создана в феврале 2013 года. Свою деятельность начала 19 февраля 2014 года с выполнения регулярных рейсов по маршруту Салоники — Киев — Салоники на самолётах Avro RJ85. 4 июня этого же года авиакомпания начала выполнение полётов в Ригу и на остров Керкира.
В 2021 году компания приостанавливает свою деятельность в связи с потерей более 95% прибыли в период Covid-19.

## Направления

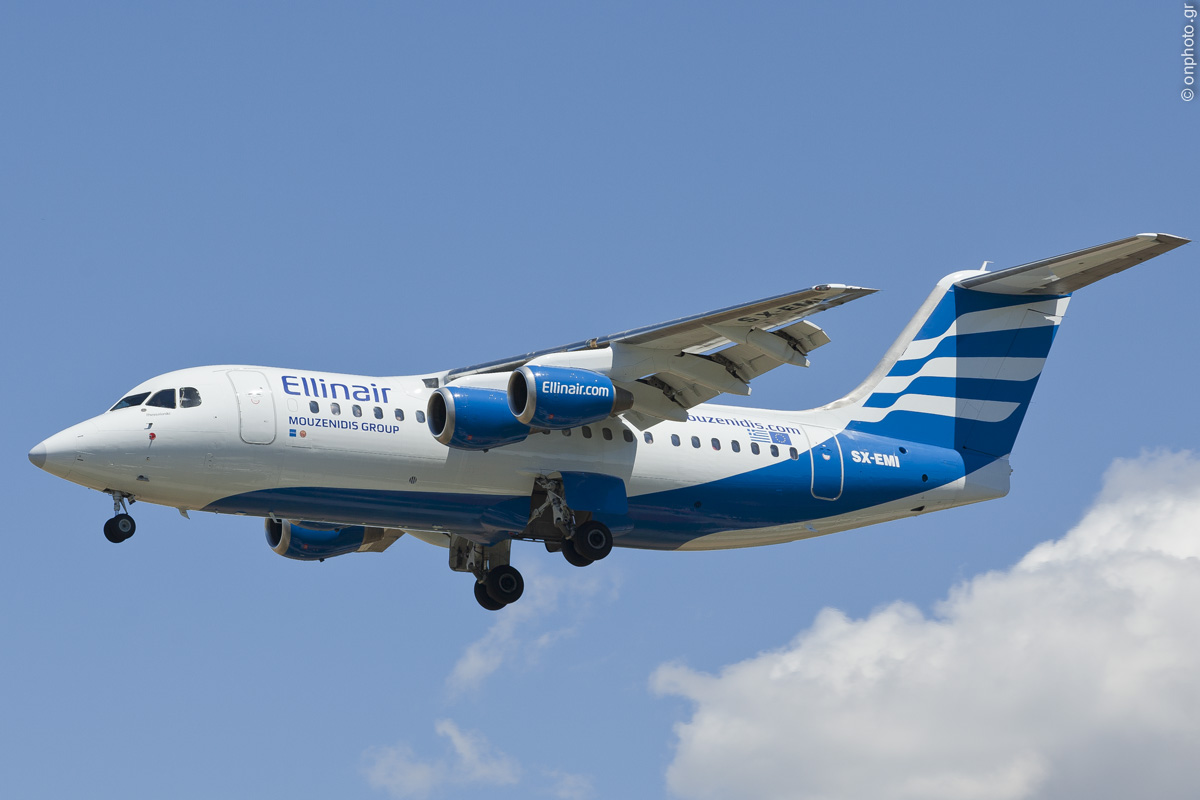
Первый Avro RJ85 авиакомпании Ellinair

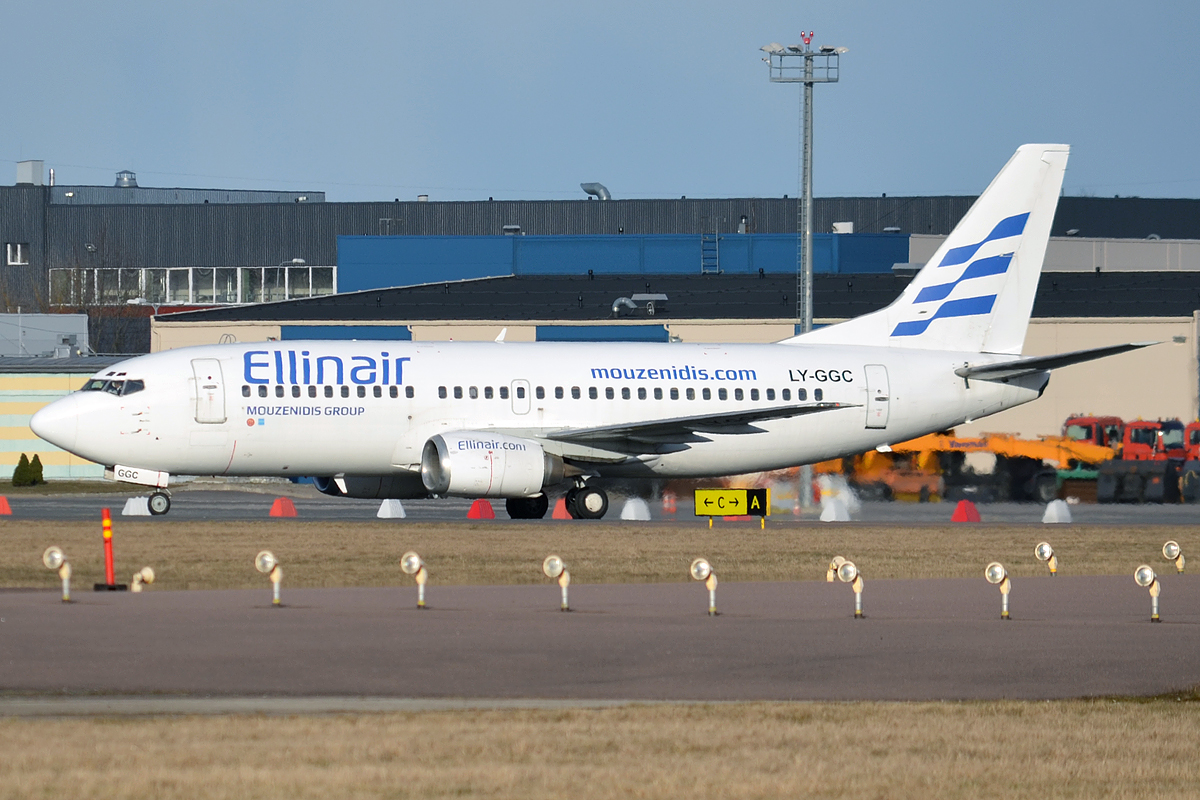
Boeing 737-300 в цветах Ellinair

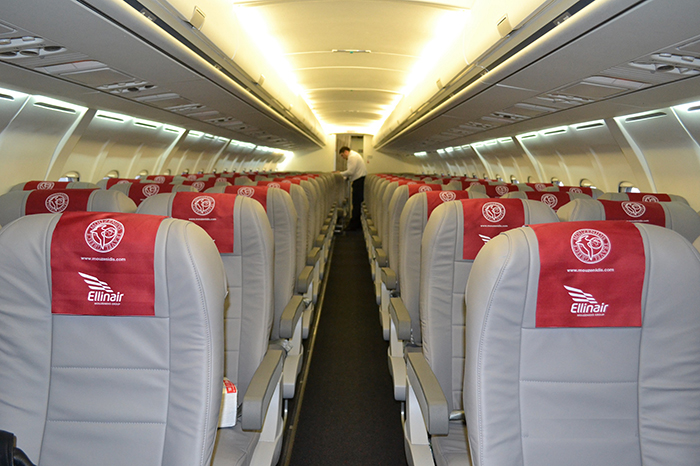
Салон самолёта Avro RJ85

Главной деятельностью Ellinair является выполнение сезонных чартерных рейсов туроператора Mouzenidis Travel из греческих курортов Салоники и Керкира в города России, Украины, Латвии и Италии.

## Флот
По состоянию на ноябрь 2018 года флот авиакомпании состоит из следующих самолётов:
Все самолёты авиакомпании состоят в одноклассной компоновке экономического класса.